# Вела драга
Вела драга (позната и под називом Врањска драга) је кањонска удолина и споменик природе смештен на северозападном подножју планине Учка. Овај по свом изгледу један од ретких и најлепших геоморфолошких феномена у Хрватској, настао је деловањем водених бујица у кречњачкој стени.

## Заштита
Овај јединствени геоморфолошки споменик природе, који се одликује сликовитим солитерним кречњачким стубовима и стенама, као изузетна геоморфолошка и природна вредност, прво је 1964. године проглашена за заштићени крајолик, потом је 1998. године проглашен за геоморфолошки спомеником природе. Од 1981. године налази се у саставу заштићеног природног подручја под називом Парка природе Учка.

## Положај
Кањонска удолина Вела драга се простире у дужини од 3.500 метара претежито у смеру исток-запад. Почиње у близини улаза у тунела Учка са истарске стране, на 600 метара надморске висине. Завршетак кањона је код Бољунског поља на надморској висини од 153 метра.
Горњи дио кањона широк је 450 метара, а на најужем делу, ширине 150 метара, кроз кањон пролази железничка пруга Лупоглав - Шталије (која је затворена за саобраћај 2009. године).

## Историја
Људска насеља Археолози су пронашли у пећини Пупићина пећ, што значи да је ово подручје било настањено још из праисторијског периода.
Након што је почетком двадесетог века на њеним "торњевима" пењао познати алпинист Емилио Комици из Трста, Вела драга постала је временом место тренинга алпиниста, и једна од незаобилазних и најпопуларнијих локација љубитеља слободног пењања у Хрватској.

## Геолошка прошлост
Стене које чине планину Учку настале су у великом океану Тетис током дуготрајног геолошког развоја од периода Креде (пре 140 милиона година) до средине Терцијара (пре 30 милиона година), таложењем минералних скелетних остатака водених организама. Тако су током милиона година настали дебели слојеви наслага које су поступненим процесима сабијања и калцификације на крају трансформисани у чврсту стену - кречњак. О томе сведоче бројни фосили пронађени у седиментним кречњачким стенама.
Судар Афричке плоче са Евроазијским, који је започео крајем Креде (пре 65 милиона година а и дана траје), довео је до смањења океана, праћеног интензивним тектонским покретима. Хоризонтални слојеви (првобитно наталожени на дну океана) су се наборали, сломили и уздигли изнад мора и створили огромне планинске венце попут Алпа и Динарида, чији је до и планина Учка.
Због непрестаног трошења, ситнозрни седимент је одлазио у дубље делове мора, повремено ношен подводним лавинама, од којих су настајале раслојене стене зване флиш.
Међу геолошких карактеристика Парка природе „Учка“ могу се данас (поред геоморфолошког споменика природе Вела Драга) као вредне и занимљиве геолошке формације издвојити Крвава стена у југозападном делу Учке и Стена испод Бреста на Ћићарији.
Сматра се да је кањон настао таложењем водоравних слојева палеогенских кречњака након чега је уследило тектонско издизање и пуцање тла. Садашњи је изглед Вела драга попримила је постепеном и дуготрајном ерозијом и скрашћавањем. У одломцима стена на сипару видљиви су бројни фосилни остаци различитих форами нифера и шкољака који сведоче о богатој геолошкој историји и палеоошкој прошлости у коме су живели.
Уз јединствена геолошке карактеристике Вела драга поседује и бројна друга: припаднике ретке орнитофауне, археолошке налазе из шпиље Пупићина пећ и разнолику флору. Кањон још од 30-тих година прошлог стољећа посјећују чувени алпинисти, а данас је за поклонике слободног пењања једна од најпопуларнијих локација у Хрватској.
Падавине са обронака Учке које скупљају у бујичне потоке од којих неки завршавају у Велој драги на њеном најисточнијем делу чији су рубови вертикално одсечени. Скупљена бујична вода пада у провалију готово 100 м у дубину и тако настаје највиши слап у Истри, који није добио своје име јер је тек повремена и привремена појава. Поток наставља пут према Бољунском пољу где се спаја с потоком Бољунчица.
У Велој драги налазе се бројне шиљасте стене и торњеви високи од 50 до 90 метара. При градњи тунела Учка неколицико њих је уништено.
- Споменик природе Вела драга
- Поглед на кањон Вела драга
- Једна од шиљастих стена у кањону Вела драга
- Споменик природе Вела драга

## Флора и фауна
Животињски и биљни свет кањон Веле драге прекривен је бујном вегетацијом која местимице има прашумски карактер. Врста вегетацијског покривача варира од субмедитеранског на ивицама кањона па до континенталних планинских шума (буква и тиса) и вегетације карактеристичне за плавна подручја (врба и топола).
Велу драгу настањују бројне врсте крупне и ситне дивљачи и многобројне врсте птица, гмизавац и зглавкара.
Велу драгу настањују и ретке птичје врсте.
- Део вегетације у Велој драги

- Део фауне у Велој драги

- Дневни лептири у Велој драги

## Туризам
У подручју кањона уређена је научна стаза намењена за обилазак туриста и других посетилаца Парка. Дуж ове стазе налазе едукативне плоче, клупице и видиковац, одакле се пружа најбољи поглед на кречњачке куле и кањон.
Што се тиче слободног пењања, Врањска драга је добро спортско пењалиште, и релативно скромна планинарска дестинација, са десетак, углавном тежих смерова, и не најквалитетнијим каменом.